# Stade bordelais (rugby à XV, féminines)
Pour les articles homonymes, voir Stade bordelais.
Cet article traite de l'équipe féminine de rugby à XV. Pour l'équipe masculine, voir l'article Stade bordelais (rugby à XV).
Actualités
La section féminine du Stade bordelais, communément surnommée les Lionnes du Stade bordelais, est un club français de rugby à XV fondé en 2006 et basé au Bouscat dans la banlieue de Bordeaux. Il constitue une section du Stade bordelais omnisports.
Le club aligne trois équipes en compétition :
- une équipe senior (ou « Élite »)
- une équipe espoirs (ou « réserve Élite »)
- une équipe cadettes (moins de 18 ans)

La section est triple championne de France après trois victoires consécutives (2023, 2024 et 2025).

## Historique
En 2006, les deux clubs de rugby historiques de l'agglomération bordelaise, le Stade bordelais et le Club athlétique Bordeaux Bègles Gironde fusionnent pour donner naissance à l'Union Bordeaux Bègles, une mise en commun qui ne porte que sur les équipes seniors et espoirs des deux entités.
Le Stade bordelais constitue alors une équipe féminine, avec 32 licenciées, pour continuer d'évoluer sur la scène nationale. 
Sous la houlette de Guillaume Ortega, ancien talonneur du club[réf. souhaitée], l'équipe intègre l'Élite 2 en 2008. Après un échec en finale en 2011, elle remporte en 2012 ce championnat de France de 2e division, alors entraînées par Matthieu Codron et son staff composé de David Filaire (arrières), de Jérémy Hierso (avants) et Raymond Sevilla (préparation physique)[réf. souhaitée]. Les Lionnes ne parviennent cependant pas à se maintenir en Élite 1 et rétrogradent Élite 2 à l'issue de la saison 2013-2014.
En octobre 2013, le Stade bordelais et l'ASPTT de Bordeaux fusionnent sous le nom « Stade bordelais ASPTT »,. Cinq saisons plus tard, l'ASPTT reprend son indépendance en octobre 2018, afin de rejoindre la Fédération sportive des ASPTT : le Stade bordelais retrouve alors son ancienne dénomination.
En 2018, à la suite de la réorganisation des divisions féminines et le passage de la 1re division de 8 à 16 clubs, les Lionnes intègrent l'Élite 1.

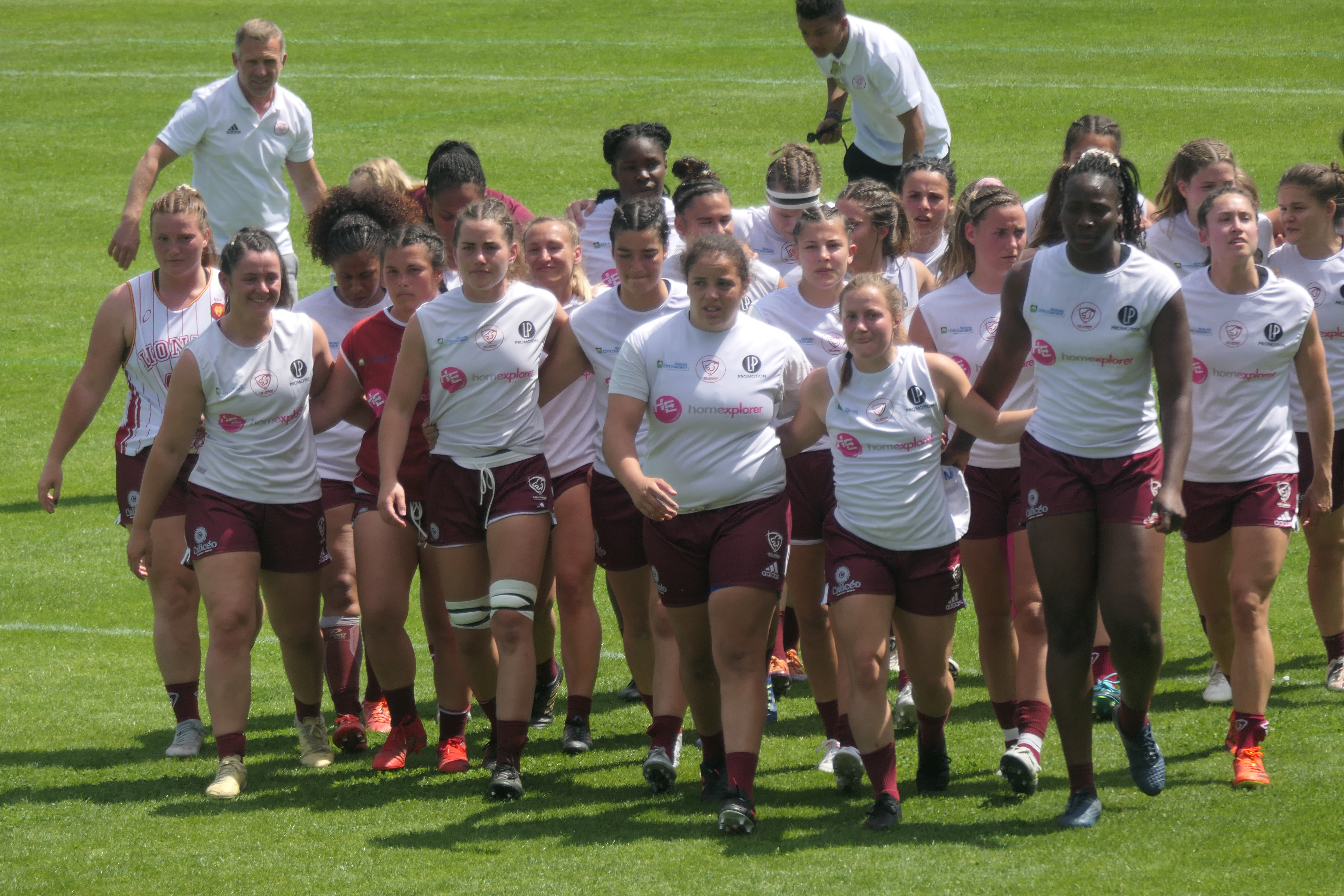
L'équipe des Lionnes du Stade bordelais en mai 2022.

En 2020, le Stade bordelais confie la présidence de la section à trois anciens rugbymen (Guy Accoceberry, Patrick Laporte, Laurent Treuil). La même année quatre joueuses québécoises rejoignent les Lionnes : au Canada les mesures de confinement contre la pandémie de Covid-19 ont suspendu l'activité rugbystique, et Justine Pelletier, Fabiola Forteza, Karen Paquin et Andréanne Valois trouvent à Bordeaux un club où poursuivre entraînement et compétition. Alors que les deux dernières quittent la France près quelques saisons, d'autres Canadiennes viennent temporairement renforcer les rangs des Bordelaises : Alexandra Tessier, Gabrielle Senft, Magali Harvey, Sarah-Maude Lachance. Leur rigueur et leur professionnalisme aident les Lionnes à monter en puissance.
Si en 2021 l'équipe phare du club n'atteint pas les phases finales championnat de France d'Élite 1, elle échoue en demi-finale en 2022 et remporte sous la houlette des entraîneurs Florent Torregaray et Fabrice Nivart le championnat lors de la saison 2022-2023 et le premier bouclier de son histoire. 
En 2023, François Ratier, ancien entraîneur des équipes nationales canadiennes féminines et masculines, est contacté par le club pour prendre les rênes de l'équipe. Exigeant, travailleur et réaliste, il est épaulé par Fabrice Nivart pour les avants et par l'ancienne internationale Rose Thomas pour les lignes arrière. L'équipe remporte à nouveau le championnat en 2024, puis une troisième fois consécutive en 2025.

## Identité visuelle

### Couleurs et maillots
Les Lionnes du Stade bordelais portent des maillots bordeaux ou blancs, semblables à ceux de l'Union Bordeaux Bègles, et des shorts bordeaux.

Tenues de match des Lionnes
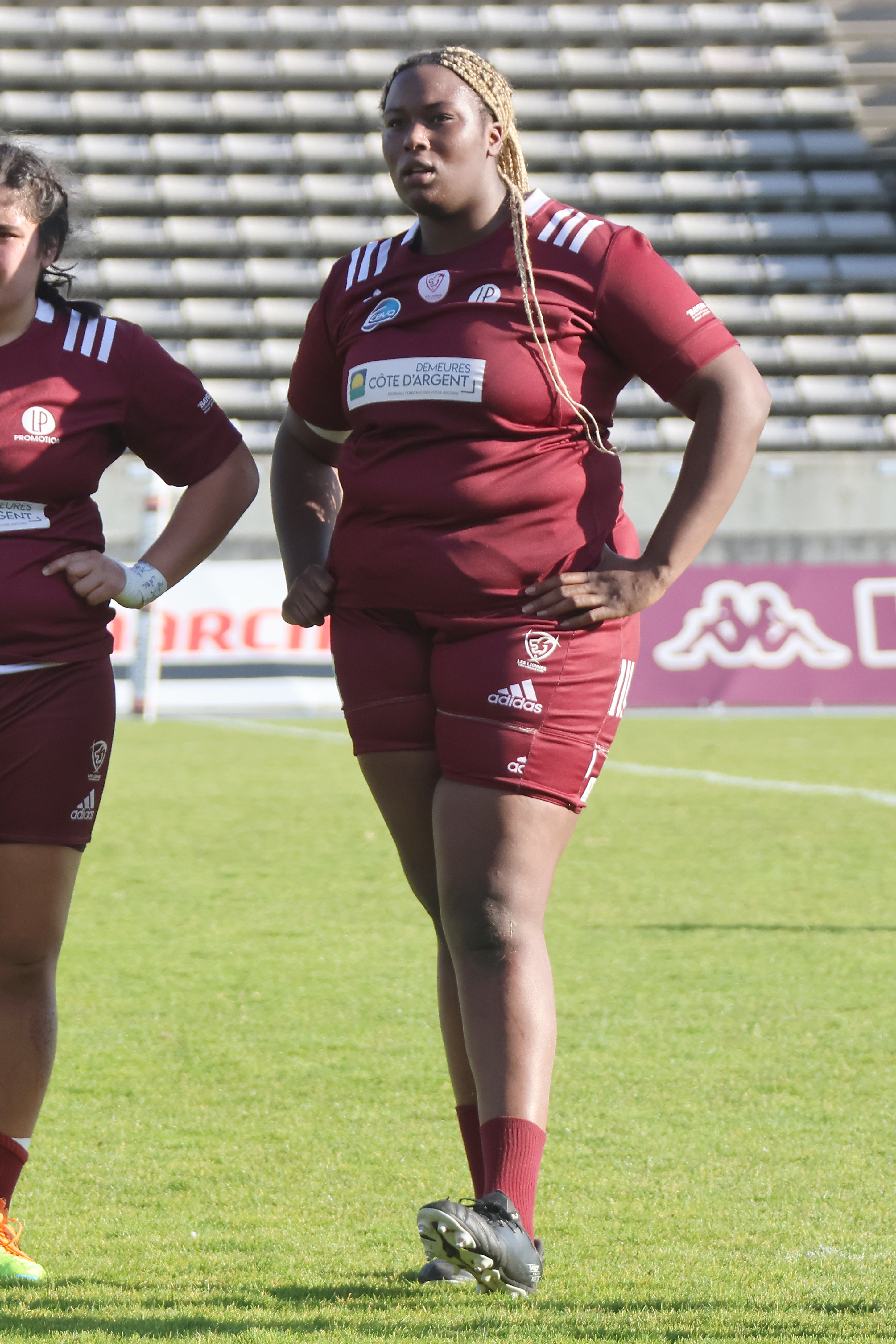
Saison 2022-2023. (Mabinty Sylla)
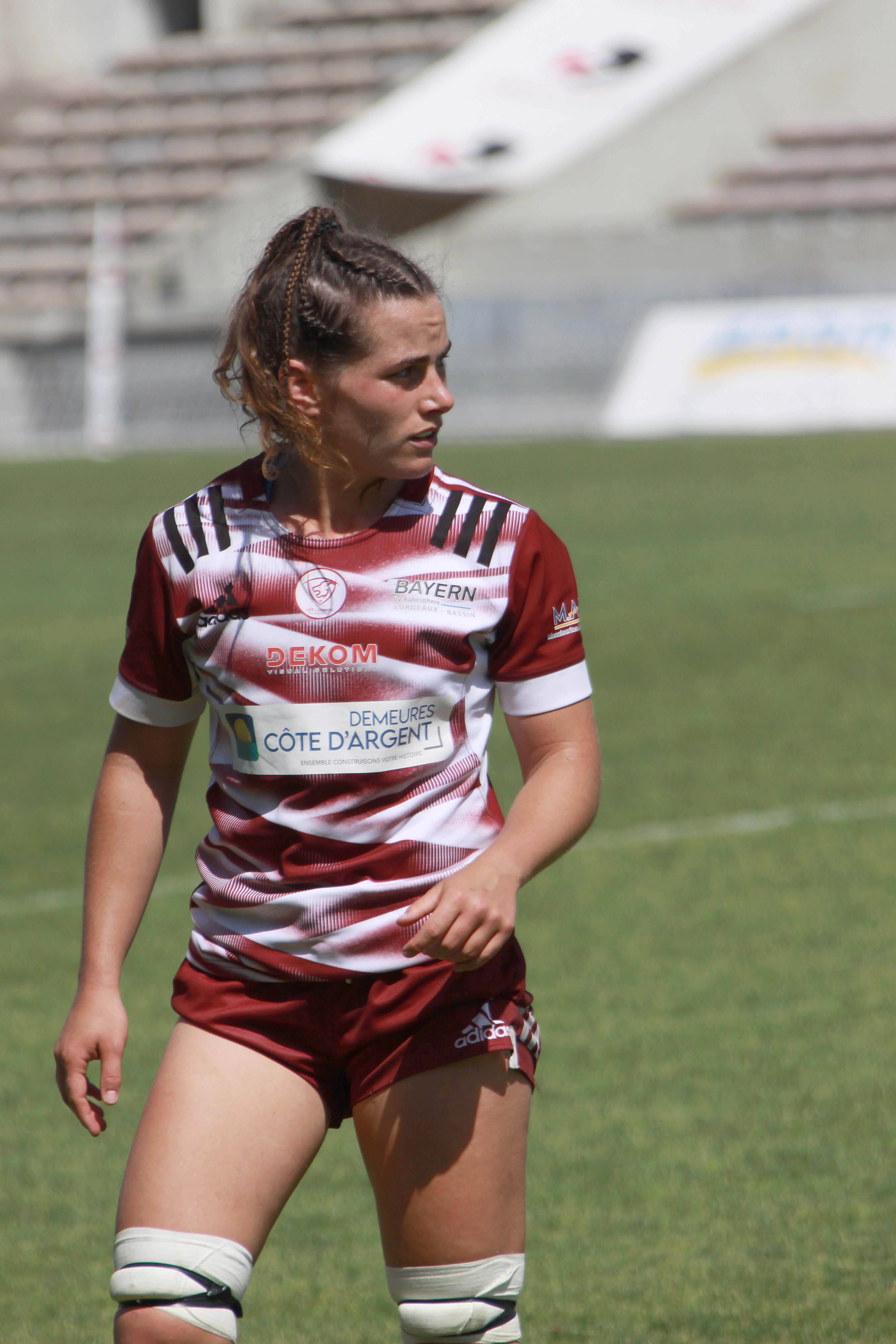
Saison 2022-2023, domicile. (Karen Paquin)
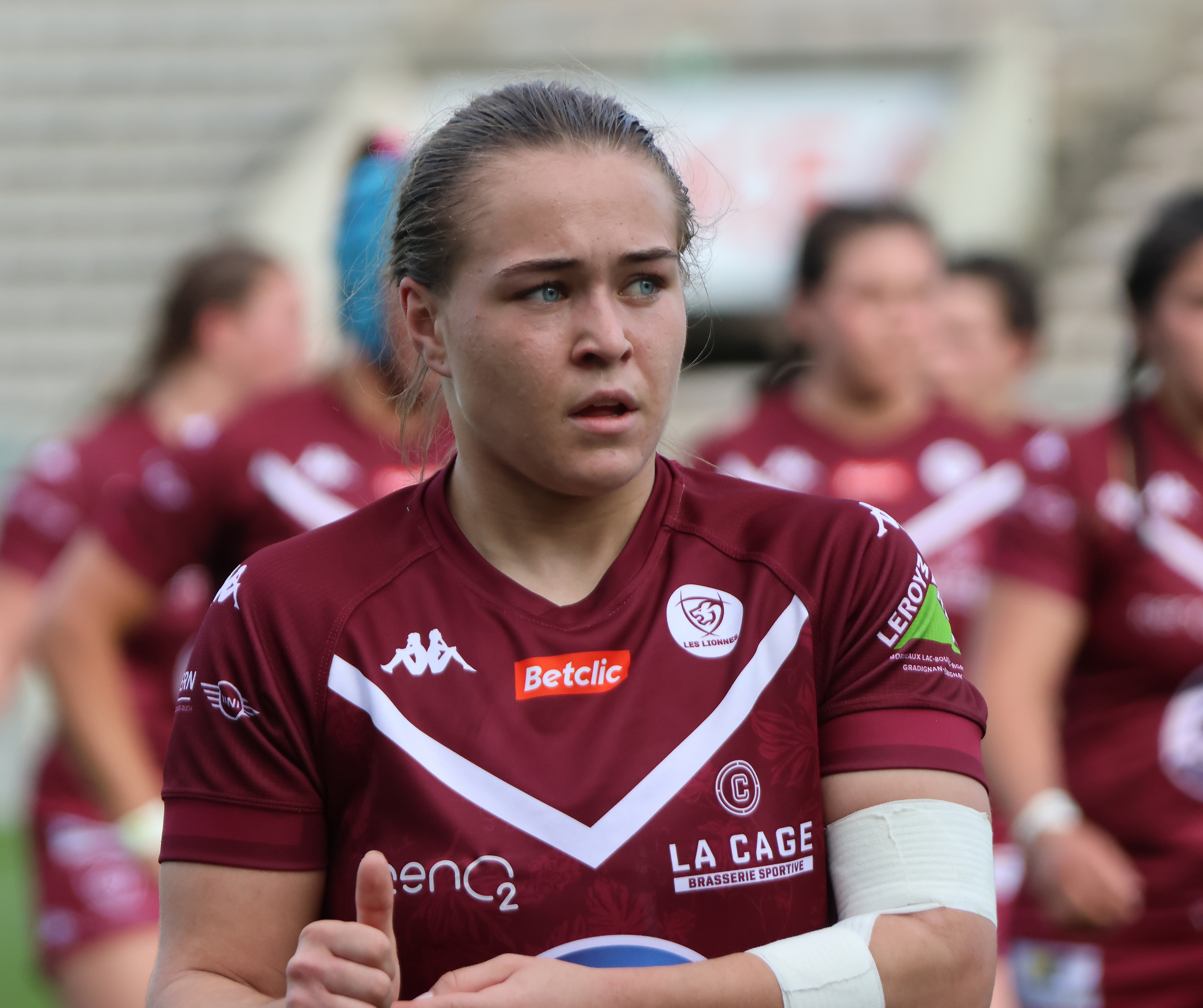
Saison 2023-2024. (Marion Zdzioblo)
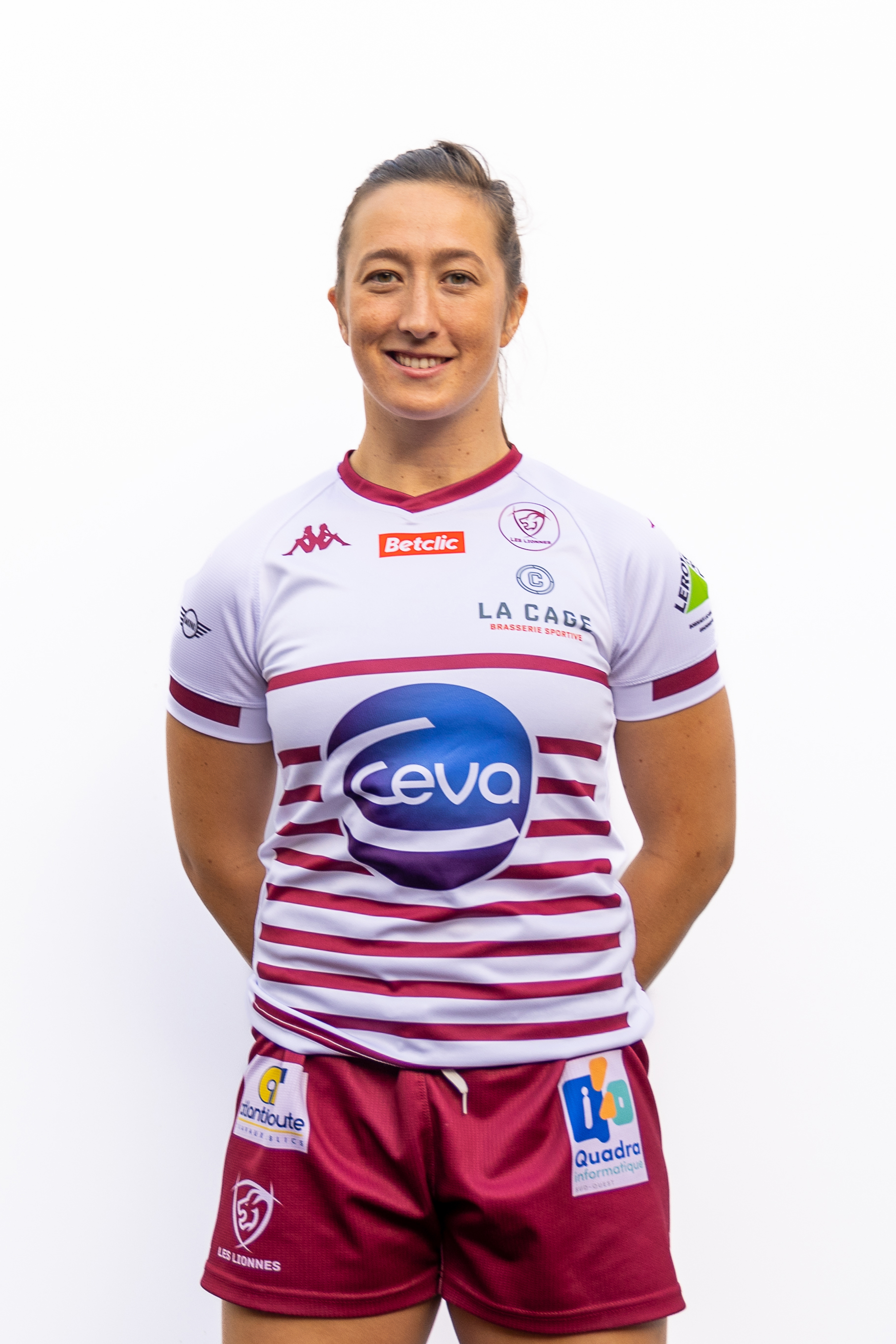
Saison 2023-2024, domicile. (Ariane Van Ghelue)
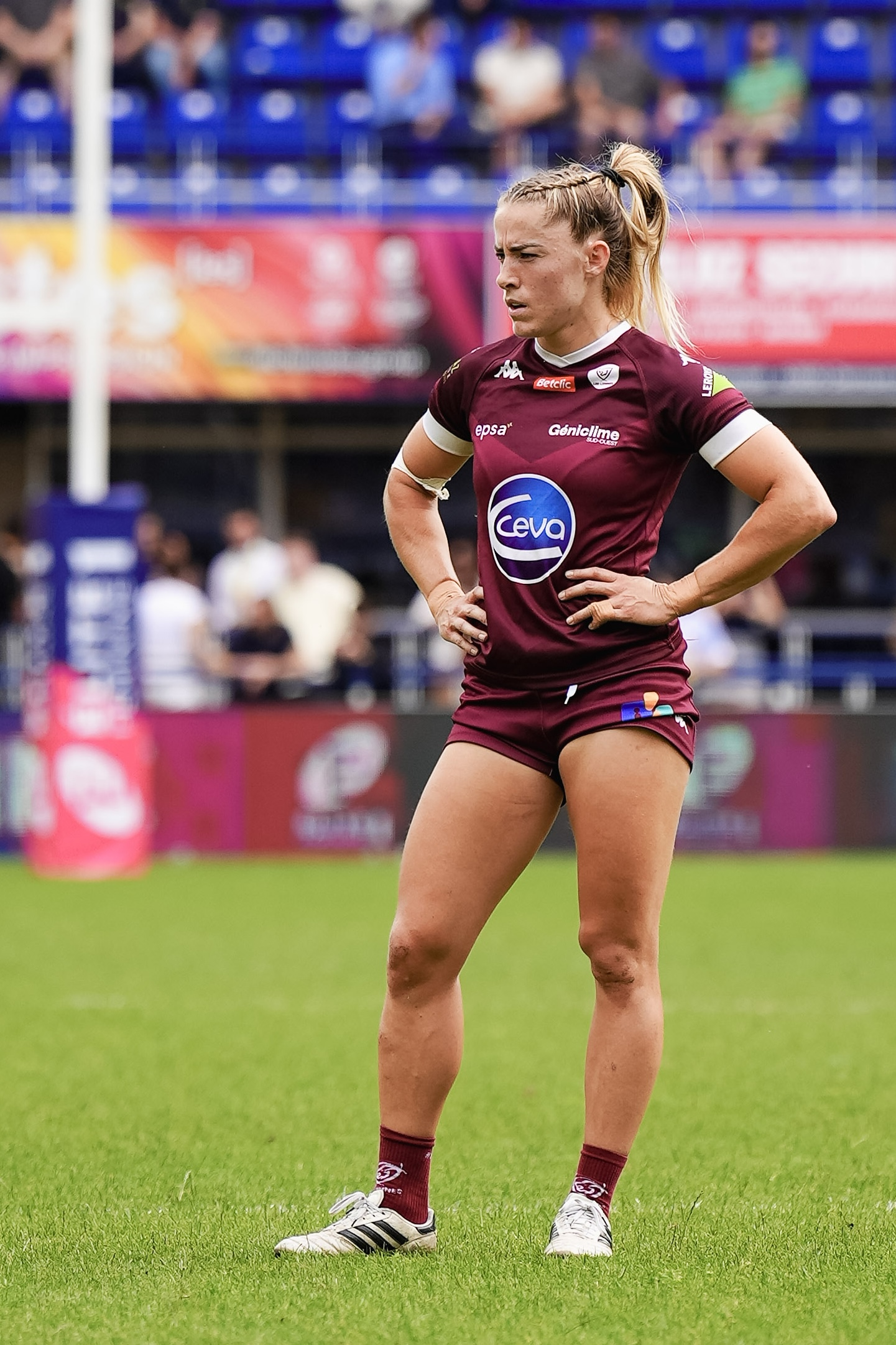
Saison 2024-2025. (Joanna Grisez)
Saison 2024-2025, domicile. (Alycia Washington)

### Logo

Évolution du logo
Logo abandonné en 2013.
Logo de 2013 à 2018.
Logo de 2018 à 2020.
Logo instauré en 2020

## Palmarès
- Équipe senior
  - Élite 1 :
    - Vainqueur : 2023, 2024 et 2025

  - Élite 2 :
    - Vainqueur : 2012
    - Finaliste : 2011

  - Coupe de France : finaliste en 2024
- Équipe espoirs (ou « réserve Élite ») : championne de France en 2018[2]
- Équipe cadettes (moins de 18 ans) : finalistes en 2016, 2017[2] et 2025[14] ; championnes de France à 7 en 2023[2]

## Personnalités du club
|                        |
| Justine Pelletier (9). |

|                   |
| Rose Thomas (12). |

|                         |
| Morgane Bourgeois (10). |

|                         |
| Montserrat Amédée (13). |

|                    |
| Louise Marzin (6). |

|                   |
| Karen Paquin (8). |

|                    |
| Emma Roubinet (7). |

|                                            |
| Assia Khalfaoui et Agathe Sochat (3 et 2). |

|                       |
| Andréanne Valois (4). |

|                   |
| Rhona Lloyd (14). |

### Autres joueuses emblématiques
- Hayate Chrouki (France à sept)
- Patricia García Rodríguez (Espagne XV et à sept)
- Camille Grassineau (France XV et à sept)
- Cécilia Saubusse  (internationale à XV et à 7)
- Marjorie Hans
- Anaïs Lagougine (en) (capitaine France à sept)
- Émilie Verrouil (France sept)
- Sylvie Vuillaume